# 渡辺要
渡辺 要（わたなべ かなめ、1902年1月11日 - 1971年8月21日）は、日本の建築学者。建築計画原論の創始者であり、室内環境をつくる建築設備を工学として大系づけることをライフワークとした。空気調杓衛生工学会では、6期の会長を務め、設備士の社会的地位の向上を図るため日本建築設備士協会を設立している。

## 経歴
岡山県岡山市に出生。
1926年、東京帝国大学建築学科卒業。東大図書館建築部技師。
1927年(昭和2年)から日本大学高等工学校講師。1930年日本大学教授、1933年退職。
1939年(昭和14年)から名古屋高等工業学校(現名古屋工業大学)教授。
「立体角投射写真による建築照明学上の研究」で1942年工学博士。
同年、東京帝国大学第二工学部建築学科教授。
堀口捨巳など共に、明治大学 工学部の建築学科設立に携わり、1949年より同大学でも教鞭を執り、1950年(昭和25年)明治大学教授兼任(1962年まで、1964専任教授）
1953年東京大学生産技術研究所教授（1964年退職・名誉教授）。
1955年(昭和30年)からは北海道大学教授兼任。
1960年(昭和35年)空気調和衛生工学会会長(1960-64、1968-70)。
1963年(昭和38年)日本設備設計家協会会長(1969年まで）。
1969年(昭和44年)日本建築設備士協会設立、初代会長。
1971年(昭和46年)日本計測計算センター理事長。日本管工事工業協会会長。
建築環境工学（建築計画原論）の泰斗として知られ、日本の建築環境学の開拓者のひとりとされる。
1941年、主体角投写真機の考案と其の応用に関する研究」で建築学会学術賞受賞。送風時におけるダクト系統の発生騒音に関する研究で1965年空気調和衛生工学会賞受賞。

## 著作
- 「建築材料学」浜田稔共著　丸善　1931年
- 「建築計画原論」『高等建築学』13 常陸書房　1934年
- 「矩形及び円形中庭の昼光能率」同潤会　1939年
- 「雪と建築」斉藤竹生と共著　彰国社　1948年
- 「建築計画の研究」森北出版　1949年
- 「昼光照明」『建築雑誌』
- 「建築計画の研究」1 富士出版　1949年
- 「建築計画原論」1　森北出版　1951年
- 「寒さと建築」斉藤竹生と共著　彰国社　1951年
- 「室内環境計画」『建築学大系』22 彰国社　1957年
- 「防寒構造］理工図書　1957年
- 「建築設備ハンドプック」柳町政之助共著　朝倉書店　1959年
- 「建築計画原論」I,II,III 丸善　1962-65年
- 「設備編」『超高層建築』3　鹿島出版会　1972年